# Leo (chanteur)
Jung Taek-woon (hangeul: 정택운, né le 10 novembre 1990), mieux connu par son nom de scène Leo (hangeul: 레오), est un auteur-compositeur et comédien sud-coréen signé sous Jellyfish Entertainment. Connu pour sa voix aiguë, nette et claire,, Leo a débuté dans le boys band sud-coréen VIXX en mai 2012 et a commencé sa carrière de comédien en 2014 dans la comédie musicale Full House dans le rôle de Lee Young-jae. En 2015 il a commencé à écrire des paroles, et Ravi de VIXX ont formé la première sous-unité officielle du groupe, VIXX LR.

## Jeunesse
Né à Yangjae-dong dans Séoul en Corée du Sud, sa famille se compose de lui-même, ses parents et de trois sœurs plus âgées que lui. Leo a étudié la composition musicale à l'Université de Baekseok et a été membre des National Youth Soccer Players de 2004 à 2007. En grandissant, Leo a activement été impliqué dans la natation, la boxe, le taekwondo et le football. En se rétablissant d'une blessure, il a développé un intérêt dans une carrière dans le chant après avoir écouté "Walking in the Sky" de Wheesung.

## Carrière

### 2012-2014: Débuts avec VIXX,Blossom Tearset débuts dans la comédie
Leo passe son audition chez Jellyfish Entertainment et a été l'un des dix stagiaires à participer au survival reality show MyDOL de Mnet et a été choisi pour être dans la ligne finale, et le groupe VIXX composé de 6 membres débute alors avec "Super Hero" le 24 mai 2012 au M! Countdown,. Durant MyDOL, Leo a participé aux vidéoclips des chansons de Brian Joo "Let This Die" et de Seo In-guk "Shake It Up",. Après avoir débuté avec VIXX, Leo appararaît dans l'épisode 4 du drama de SBS The Heirs avec le reste des membres du groupe.
Grand fan de sport, Leo est apparu dans plusieurs émissions athlétiques telles que Dream Team et Idol Athletics Championship,. Il a également participé à un épisode spécial de Running Man où il était membre d'une équipe de football.
En 2014, Leo a fait un petit caméo aux côtés de Hyuk dans le drama Glorious Day diffusé sur SBS et a été pris pour jouer dans la comédie musicale Full House pour jouer le rôle principal, qui est le personnage de Lee Young-jae. La comédie a été jouée d'avril à juin dans le grand théâtre du Hongik Daehakro Art Center à Séoul. Plus tard dans l'année, il a participé au projet Y.Bird from Jellyfish Island du PDG de Jellyfish Entertainment Hwang Se-jun, en collaborant avec LYn sur son single "Blossom Tears" (hangeul: 꽃잎놀이); leur single Y.BIRD from Jellyfish with LYn X Leo a été le quatrième de la série. Dans le vidéoclip, il joue un psychopathe qui tue les femmes qu'il a aimé afin de les garder.

### Depuis 2015: Composition et débuts de la sous-unité: VIXX LR etMata Hari
Le chanteur a exprimé un intérêt dans la composition et en 2015, Leo a composé la chanson "On a Cold Night" (hangeul: 차가운 밤에) que l'on retrouve sur le cinquième album single de VIXX Boys' Record. Originellement écrite pour un duo de lui et Ken, une version studio est sortie avec tous les membres chantant dessus.
Le 7 août 2015, Jellyfish Entertainment a sorti une vidéo trailer sur le site officiel de VIXX après un mystérieux compte à rebours avec le silhouette du dernier album spécial de VIXX, Boys' Record. Au fur et à mesure du temps, les membres de VIXX disparaissaient jusqu'à ce qu'il ne reste plus que Leo et Ravi. Une vidéo trailer de VIXX LR a alors été dévoilée.
VIXX LR a été confirmé par Jellyfish Entertainment pour être la première sous-unité officielle de VIXX, qui se compose du rappeur Ravi et du chanteur Leo. Leur premier mini-album, Beautiful Liar, est sorti le 17 août 2015,,. VIXX LR ont tenu leur premier showcase pour Beautiful Liar au Yes24 Muv Hall à Séoul dans Mapo-gu le même jour,.
Le 10 novembre 2015, le deuxième album studio de VIXX appelé Chained Up sort. Ce jour est également la date d'anniversaire de Leo. Dès sa sortie, la chanson-titre s'est classée n°1 sur Mnet, Genie, Monkey3 et Naver Music; les autres chansons ont aussi pris d'assaut les classements.
En 2016, Leo a été pris dans la comédie musicale Mata Hari pour jouer le rôle principal d'Armand du 25 mars au 12 juin au Blue Square à Séoul. Il a été confirmé qu'il laisserait son nom de scène de côté et utiliserait son vrai nom Jung Taek Woon pour le rôle, contrairement à son précédent rôle dans Full House où il était crédité sous le nom Leo,.
Le 20 septembre 2016, Leo a collaboré avec l'actrice et DJ Park So-hyun pour célébrer le 20e anniversaire de SBS Power FM et a sorti la chanson "That’s All" (hangeul: 그뿐야) dans le cadre du projet musical pour l'anniversaire de SBS Power FM.
Leo a été pris dans la comédie musicale Monte Cristo dans le second rôle d'Albert, du 19 novembre 2016 au 12 février 2017 au Grand Théâtre du Chungmu Arts Center,.

## Discographie

### Singles

#### En tant qu'artiste collaboratif
| Titre                                                                                 | Année | Meilleure position | Ventes               | Album                                                  |
| Titre                                                                                 | Année | COR Gaon           | Ventes               | Album                                                  |
| ------------------------------------------------------------------------------------- | ----- | ------------------ | -------------------- | ------------------------------------------------------ |
| "Blossom Tears" (꽃잎놀이) avec LYn                                                   | 2014  | 11                 | - COR (DL): 170,273+ | Y.BIRD from Jellyfish with LYn X Leo                   |
| "That’s All" (그뿐야) avec Park So-hyun                                               | 2016  | —                  |                      | SBS Power FM 20 Year Anniversary Song Project - Part 2 |
| "—" signifie que le morceau ne s'est pas classé ou n'est pas sorti dans cette région. |       |                    |                      |                                                        |

### Composition
Les crédits reçus pour les sorties coréennes proviennent de la page officielle de son groupe VIXX.
| Année | Album            | Chanson           | Artiste            | Paroles | Paroles    | Musique | Musique    | Notes                              |
| Année | Album            | Chanson           | Artiste            | Crédité | Avec       | Crédité | Avec       | Notes                              |
| ----- | ---------------- | ----------------- | ------------------ | ------- | ---------- | ------- | ---------- | ---------------------------------- |
| 2015  | Boys' Record     | "On a Cold Night" | VIXX               | Oui     | Ravi (rap) | Oui     | NC         | [ 31 ]                             |
| 2015  | Beautiful Liar   | "Words to Say"    | VIXX LR            | Oui     | NC         | Oui     | NC         | [ 32 ]                             |
| 2015  | Beautiful Liar   | "My Light"        | VIXX LR            | Oui     | Ravi       | Oui     | MELODESIGN | [ 32 ]                             |
| 2016  | Depend on Me     | "Shadow"          | VIXX               | Oui     | NC         | Oui     | NC         | Piste bonus de l'édition limitée A |
| 2016  | 花風 (Hana-Kaze) | "Moonlight"       | VIXX               | Oui     | NC         | Oui     | NC         |                                    |
| 2016  | That’s All       | "That’s All"      | Leo x Park So-hyun | Oui     | NC         | Oui     | Jo Yong-ho | [ 34 ]                             |
| 2016  | Kratos           | "Romance is Over" | VIXX               | Oui     | Ravi       | Oui     | NC         | [ 35 ]                             |

## Filmographie

### Télévision
| Année | Chaîne | Titre               | Notes                                                                                        |
| ----- | ------ | ------------------- | -------------------------------------------------------------------------------------------- |
| 2016  | MBC    | King of Mask Singer | Candidat de la 25e génération, sous le nom de Heungbu Be Stifled, éliminé au deuxième tour,. |

### Apparition dans des vidéoclips
| Année | Vidéoclip                          | Artiste(s)   |
| ----- | ---------------------------------- | ------------ |
| 2011  | "Shake It Up"                      | Seo In-guk   |
| 2012  | "Let This Die"                     | Brian Joo    |
| 2012  | "Let This Die" (Extended Eng Ver.) | Brian Joo    |
| 2014  | "Blossom Tears"                    | Duo avec LYn |

## Comédies musicales
| Année   | Titre        | Rôle                      | Notes                                                   |
| ------- | ------------ | ------------------------- | ------------------------------------------------------- |
| 2014    | Full House   | Lee Young-jae             | Rôle principal, crédité par son nom de scène Leo        |
| 2016    | Mata Hari    | Armand                    | Rôle principal, crédité par son vrai nom Jung Taek Woon |
| 2016-17 | Monte Cristo | Albert                    | Second rôle, crédité par son vrai nom Jung Taek Woon    |
| 2021    | Frankenstein | Henry Dupre / La Créature | Rôle principal                                          |